# Río Claro (vattendrag i Chile, Región de O'Higgins, lat -34,40, long -71,13)
Río Claro är ett vattendrag  i Chile.   Det ligger i regionen Región de O'Higgins, i den södra delen av landet, 110 km söder om huvudstaden Santiago de Chile.
Området kring Río Claro är det i huvudsak tätbebyggt och ganska tätbefolkat, med 116 invånare per kvadratkilometer.